# Publi Licini Cras (germà de Cras el Triumvir)
Publi Licini Cras (en llatí: Publius Licinius P. f. M. n. Crassus) va ser un fill de Venuleia i Publi Licini Cras, cònsol el 97 aC, i germà de Marc Licini Cras, el triumvir. Formava part de la gens Licínia, una família romana d'origen plebeu, i era de la branca dels Licini Cras.
Partidari de Sul·la, l'any 87 aC va ser executat pels cavallers de Fímbria, del partit de Gai Màrius, i segons Florus la mort es va produir davant dels ulls del seu pare. Apià, en canvi, diu que va ser el pare qui el va matar veient el perill imminent, i després va ser mort pels cavallers perseguidors.